# Antonio Sangio
Antonio Sangio Alcalde (... – 24 giugno 2020) è stato un cestista e dirigente sportivo peruviano.
Era il fratello di Tomás Sangio.

## Carriera
Con il Perù ha disputato i Campionati mondiali del 1963.
Dopo il ritiro è stato presidente della Federazione cestistica del Perù.